# Vinaceite
Vinaceite es un municipio y localidad española de la provincia de Teruel, en la comunidad autónoma de Aragón. El término municipal, ubicado en la comarca del Bajo Martín, tiene una población de 182 habitantes (INE 2024). Su economía es principalmente ganadera y agrícola, destacando la ganadería porcina, ovina y bovina. Está situado en la orilla del río Aguasvivas.

## Toponimia
El nombre Vinaceite procede del término árabe بنا زيد, binaa zayd (el edificio de Zayd). La existencia en Aragón de diversos topónimos que incluyen el nombre propio Zayd (Beceite, Calaceite, Zaidín, La Zaida, Binaced, etc.), así como el distrito -iqlim- de Zaydún al sur de la Marca Superior, sugiere la presencia de la minoría chií zaydí en los distritos al este de Zaragoza.

## Orígenes históricos
Vinaceite es un topónimo mayor de etimología árabe (Abin Assayyid), “Descendientes del señor”, cuya transcripción es una expresión que indica gran prestigio y parece estar unida a la autoridad de los representantes de los poderes estatales. Su primera mención documental es de 1177, cuando se cita a un vecino de Codo llamado Xenen de Binizaet. Existen en el término municipal restos arqueológicos que denotan una ocupación anterior, ya desde época prerromana. De entre ellos cabe destacar el yacimiento arqueológico de “La Bovina” (bien de interés cultural), situado a 1 km del actual núcleo urbano de Vinaceite, cuya primigenia ocupación está datada en la Primera Edad del Hierro y que se prolonga hasta el siglo I a. C.
Tras el paréntesis de la época bajoimperial romana y visigótica, de la cual no se han hallado restos en nuestro término municipal, tuvo lugar el momento de la dominación musulmana. Desde mediados del siglo VIII la cuenca del río Aguasvivas fue objeto de un vasto proceso de poblamiento, momento en el que probablemente es fundado el núcleo original del actual Vinaceite.
Desde 1119, y tras la reconquista, el distrito musulmán se transforma en una amplia honor que englobaba el cauce del río Aguasvivas desde Huesa a La Zaida y que a lo largo de los siglos irá atrayendo señores feudales y órdenes religiosas y militares cuarteándose en diferentes realidades señoriales. Una vez disuelta la honor de Belchite de Galindo Jiménez a mediados del XIII, Vinaceite se encontrará en la órbita de Belchite pero en ocasiones no está incluido en su territorio. El noble Pedro Sesé, linaje que circuló oscuramente por el siglo XIII antes de ser ascendido por Pedro IV, conseguirá La Puebla de Albortón, una parte de Belchite y algunas otras propiedades. Estos Sesé se vinculan como señores de Vinaceite pero no muy claramente: se habla de Juan Galíndez de Sesé como señor de Vinaceite en 1327 y que continuarían como tales hasta su apoyo a los Luna y a Jaime de Urgel. Años más tarde las interrelaciones de parentesco de los pequeños señores de frontera hacen difícil su seguimiento hasta que una gran parte del río Aguasvivas pase a la Casa de Luna tras la derrota de la Unión en Epila y Pedro Fernández de Híjar, hecho prisionero, tenga que vender sus posesiones de Belchite y La Puebla. La recuperación posterior será facilitada por la nueva monarquía de los Trastámara con una nueva venta gracias a los apoyos recibidos de los Fernández de Híjar que volvían así a la primera plana y al control de los señoríos del río Aguasvivas.
En mayo de 1431 Alfonso el Magnánimo había donado Lécera y Vinaceite a Juan Fernández de Híjar, confiscados a Federico de Luna y su seguidor Fernando de Sesé. En febrero de 1432 la reina María vendió Belchite, La Puebla y Almonacid a Juan de Híjar por valor de 16 000 florines, una cantidad muy importante que aumentó con otros 16.000 para pagar la carta de gracia antes de los tres años. Por estas deudas acumuladas cedió Vinaceite a un señor zaragozano, Luis de Coscó, en 1438 por 4200 florines de oro, encubriendo lo que realmente era un préstamo. El lugar pasará a una descendiente casada con Ferrer de Lanuza pero Luis de Híjar haciendo uso de la carta de gracia lo recompró en 1511 por 50 000 sueldos y se incorporó definitivamente a los dominios de la casa de Híjar. Unos años antes podemos conocer el estado de la población de Vinaceite gracias a uno de los documentos más interesantes de la Historia de Aragón: el llamado censo de Tarazona de 1495. Eran 32 fuegos, pero no sabemos el número de habitantes porque ese concepto no lo da el censo ya que les interesaba lo que debía pagar cada casa, fuego o familia y dentro de ese término podría haber cuatro o cinco personas (padres e hijos o padres, hijos y abuelos).
Esta población experimentó, como el resto de Aragón, un notable crecimiento a lo largo del siglo XVI. La población mudéjar del reino fue obligada a convertirse al cristianismo por el emperador Carlos en 1525, lo que dio lugar a que se les llamase moriscos.
El bando de expulsión de los moriscos de Aragón fue dictado en 1610 y del reino salieron todos por el Pirineo (Roncesvalles) y por el puerto de los Alfaques en el Mediterráneo. De Vinaceite salieron 58 casas a cinco individuos según el censo de expulsión, es decir 290 habitantes en el cómputo del virrey marqués de Aytona (aunque según los datos de embarque del puerto de los Alfaques sólo fueron 210). Vinaceite, al ser una población enteramente morisca, acabó despoblada en 1610 y el duque de Híjar tuvo graves problemas para lograr asentar nuevamente una población que pagase sus rentas. Se necesitará una carta de población tan tardía como la de 1636 para que se pueda hablar de remonte en la población y en la situación calamitosa del pueblo.
Después de las dificultades de la repoblación, Vinaceite tiene en el censo de 1646 tiene 19 fuegos que a comienzos del siglo XVIII, después de la Guerra de Sucesión, se quedan en 8 en 1718, con 12 casas habitadas; y en el vecindario de 1778 han aumentado a 85 las personas que viven en el pueblo.
En 1841 desaparecían los diezmos y el duque de Híjar veía cómo muchos de sus vasallos se hacían con las tierras que habían sido treuderas al no poder identificar cesión territorial con propiedad.
Vinaceite, liberado del yugo de su señor feudal, siguió creciendo en cuanto a número de habitantes alcanzando los 470 en 1900 y los 609 en 1950, como máxima población. Desde entonces nuestro pueblo, debido a la emigración a mayores núcleos de población en busca de mejores condiciones de vida, ha ido declinando en cuanto al número de habitantes. Actualmente el número de personas censadas en nuestra localidad asciende a 314 (censo de población de 2010).

## Geografía física

### Río Aguasvivas
El río Aguasvivas o Aguas Vivas es un río afluente del río Ebro en su margen derecha. El Aguasvivas discurre por las provincias de Teruel y Zaragoza. Nace entre las sierras de Pelarda y Cucalón, en Allueva, en Teruel. Los primeros kilómetros los recorre por el valle de Cañallueva entre los chevrones de la sierra de Cucalón y los montes de Salcedillo. Después gira y se introduce por un congosto en los Baños de Segura, pasando por debajo del balneario. Allí forma una bella hoz en Segura de Baños entre frutales y carrascales y fluye en hoz hacia Huesa del Común. En Blesa forma el Hocino. Es represado en el embalse de Moneva justo después de que vierta el río Moyuela sus aguas sobre él. En Almonacid de la Cuba existe todavía una presa romana. Atraviesa la llanura del valle del Ebro y desemboca en el Ebro en La Zaida, provincia de Zaragoza.
Es un río de escaso caudal e intensamente aprovechado. Es de régimen muy irregular. La intensa explotación de este río se remonta a la época de la colonización romana en la que se explotó de forma intensiva toda la cuenca con fines principalmente agrícolas.
Esta intensa explotación romana del Aguasvivas, ha proporcionado una gran concentración patrimonial difícil de igualar en otros puntos de la geografía española. Destacando sobre manera la presa de Almonacid de la Cuba (o el Ojo de la Cuba), que es la mayor de todo el mundo romano, así como, las presas de la Pared de los Moros en Muniesa y del Hocino en Blesa, la villa de La Malena o los regadíos de Belchite, enclaves que conforman una auténtica ruta de la arqueología hidráulica romana sin parangón. Y que constituyen claros ejemplos de cómo los romanos transformaron el paisaje a través del regadío y como poblaron y gestionaron el territorio.

### Azudes en el río Aguasvivas
De todos es conocido el escaso e irregular aporte de agua que suele tener el río Aguasvivas. Es por eso que desde hace muchos siglos, seguramente desde la fundación de nuestro pueblo en época de la dominación musulmana, el aprovechamiento del caudal del también conocido como “Albayar” ha sido escrupuloso y exhaustivo. Sin ir más lejos, y algunos kilómetros aguas arriba, tenemos todavía en un gran estado de conservación la impresionante presa de La Cuba (siglo I a. C.); la más grande de Europa en su tiempo. Ello da entender el afán por emplear el escaso caudal del río desde tiempos muy antiguos; algo que se vio acentuado con la llegada de los musulmanes, especialistas en la crianza de los cultivos hortelanos y en el aprovechamiento de los recursos hídricos.
Es seguramente de esa época de donde datan la mayoría de los azudes que están comprendidos dentro de nuestro término municipal o en sus límites más inmediatos. Azudes que derivaban el agua a acequias de riego que servían para cultivar pequeñas porciones de tierra. Uno de los ejemplos más característicos es el azud de Peñarroya, ya que muy cerca de su situación han aparecido restos arqueológicos de época islámica. Quizá el azud de mayor calado, y el más conocido, sea el de La Matilla; que sirve para regar buena parte de la huerta vinaceitana. Esto es así porque de él sale la conocida como “Acequia Mayor”, que se alimenta de una considerable balsa que retiene el agua desviada por el azud del cauce del río. Este azud tiene una longitud de 15 m y una altura de 1 m. Otro de los azudes importantes es el que se encuentra justo frente a la población de Vinaceite. Recibe el nombre de “Azud de los Huertos” y fue restaurado recientemente tras una gran avenida del río Aguasvivas. Su función era la de proporcionar agua a los pequeños huertos situados frente al núcleo urbano.
También de gran entidad fue el “Azud de Los Simsas”; que además contaba con la peculiaridad de tener una gran noria de tracción animal que servía para elevar el agua de riego a las huertas colindantes. El último de los azudes presentes en el término de Vinaceite se encuentra ya en el límite con el mojón de Almochuel. El es el “Azud de Los Amariles”, que es seguramente el mayor en cuanto a tamaño y capacidad de retención de agua (30 metros de longitud por dos metros de altura).
Como ya hemos dicho anteriormente, este aprovechamiento intensivo de las aguas del río se debe en buena parte a la influencia de la cultura islámica. Por ello muchas de las palabras que se usaban, y que todavía hoy se usan, proceden del árabe. Así tenemos, por ejemplo, el nombre original del río “albayar”, que proviene del árabe “bayad” (blancura); el término “zabacequia” (término árabe que sirve para definir a la persona que se encargaba de gestionar las aguas y controlaba su correcta distribución entre todos los usuarios) o la palabra “ador” (que hace referencia al turno de riego).

## Demografía
Vinaceite cuenta con una población de 182 habitantes (INE 2024).
| Gráfica de evolución demográfica de Vinaceite entre 1842 y 2021                                                     |
| |
| Población de derecho según los censos de población del INE Población de hecho según los censos de población del INE |

## Economía
Vinaceite es una localidad tradicionalmente agraria y ganadera, con el cereal y el olivo como principales cultivos y con las cabañas porcina y ovina como las principales en cuanto a ganadería. De las más de 5000 hectáreas que cuenta el término municipal casi 4900 están dedicadas a usos agrícolas y algo menos de 100 son zonas forestales con vegetación natural y espacios abiertos no cultivables. El núcleo urbano ocupa unas 6 hectáreas.
Según el Instituto Aragonés de Estadística (datos de 2007) en el uso de la tierra predomina el cultivo de plantas herbáceas (cereal), que ocupan una extensión de unas 4050 hectáreas; también tiene cierta importancia el cultivo del olivo, con algo más de 42 hectáreas. En cuanto a la ganadería (datos del IAEST de 2009) la principal cabaña es la porcina con un total de 30 576 cabezas; le sigue la ovina con 5585 y la bovina con 524. Aunque cabe destacar una explotación de aves de carne con capacidad para 33 000 pollos.
En lo referente a la ocupación de los habitantes de Vinaceite aproximadamente el 75 % de los trabajadores se ocupan en el sector de la agricultura y ganadería, el 15 % en el sector servicios, el 5 % en la construcción y el 4 % en la industria. En el sector servicios hay que reseñar la existencia de una carnicería, una tienda de alimentación, un horno-panadería, un bar, un centro de día-restaurante, una fábrica de helados y una peluquería. En el sector de la construcción existen varios albañiles en la localidad, así como una carpintería.

## Administración y política
| Período   | Alcalde                      | Partido |  |
| --------- | ---------------------------- | ------- |  |
| 1979-1983 | Francisco Daniel Ruiz Sanz   | UCD     |  |
| 1983-1987 | Francisco Javier Ruiz Sanz   |         |  |
| 1987-1991 | Félix Ezquerra Montañés      |         |  |
| 1991-1995 | José Luis Elías Lanuza       | PP      |  |
| 1995-1999 | José Luis Elías Lanuza       | PP      |  |
| 1999-2003 | Francisco Ezquerra Ezquerra  | PP      |  |
| 2003-2007 | Francisco Ezquerra Ezquerra  | PP      |  |
| 2007-2011 | Francisco Ezquerra Ezquerra  | PP      |  |
| 2011-2015 | Alfredo Bielsa Clemente      | PP      |  |
| 2015-2023 | Alfredo Bielsa Clemente      | PP      |  |
| 2023-     | Luis Javier Ezquerra Artigas | PSOE    |  |

| Partido político    | Partido político                                   | 2003   | 2007   | 2011   | 2015   | 2019   | 2023   |
| Partido político    | Partido político                                   | Ediles | Ediles | Ediles | Ediles | Ediles | Ediles |
| ------------------- | -------------------------------------------------- | ------ | ------ | ------ | ------ | ------ | ------ |
|                     | Partido Popular de Aragón (PP)                     | 5      | 4      | 4      | 4      | 4      | 1      |
|                     | Ciudadanos (CS)                                    | —      | —      | —      | 2      | 1      | —      |
|                     | Partido Aragonés (PAR)                             | 1      | 0      | 1      | 1      | 0      | 0      |
|                     | Partido de los Socialistas de Aragón (PSOE-Aragón) | 1      | 1      | 1      | 0      | 0      | 4      |
|                     | Federación de Independientes de Aragón (FIA)       | —      | —      | 1      | —      | —      | —      |
|                     | Chunta Aragonesista (CHA)                          | —      | 0      | —      | —      | —      | —      |
| Total de concejales | Total de concejales                                | 7      | 5      | 7      | 7      | 5      | 5      |

## Patrimonio cultural

### Despoblado ibérico de la Bovina
El despoblado ibérico de La Bovina se encuentra situado en un pequeño cerro aislado en la margen izquierda del río Aguasvivas; está formado geológicamente por yesos, gravas y arcillas, y presenta una morfología irregular con una cota máxima de 340 m de altitud. Dispone de una cumbre amesetada de apenas 50 m de terreno llano, cuya ladera más abrupta es la que se dispone en dirección al río. En la actualidad, su entorno está ocupado por campos de cultivo de secano que han afectado notablemente al yacimiento. Este hecho puede verse corroborado por la importante cantidad de objetos materiales que han puesto al descubierto las labores agrícolas.
Las primeras excavaciones fueron llevadas a cabo en 1870 por Pablo Gil y Gil, catedrático de la Universidad de Zaragoza, que no publicó nada al respecto. Posteriormente, los excavadores “clandestinos” han ido realizando una constante “labor”. Cabe destacar que, a finales de los años 1970, los entonces alumnos del colegio de Vinaceite, animados por su maestro, se dedicaron a realizar campañas arqueológicas por su cuenta que, sin embargo, sacaron a la superficie algunas estructuras y objetos de cultura material muy interesantes. Más tarde, en torno al año 1983, Jesús Ángel Pérez Casas y María Luisa de Sus Giménez llevaron a cabo una excavación más científica, consistente en la realización de varias catas arqueológicas, que sirvieron para obtener el único estudio válido sobre los materiales y cronología del yacimiento que tenemos a día de hoy.
El material que puede encontrarse en el poblado es muy abundante: cerámica a mano y a torno ibérica (kálathoi, oinochoes, formas globulares e imitaciones de cerámica campaniense romana), decorada en ocasiones con motivos geométricos o vegetales; cerámica romana de importación (ánforas, campaniense A, B y C, dolia); pondera, fusayolas, fragmentos de piedras de molino, pavimentos de opus signinum o tapaderas de yeso.
Por los restos constructivos que aún hoy en día pueden apreciarse en superficie podemos decir que el núcleo principal de ocupación sería la meseta del cerro, aunque, seguramente, también estarían habitadas las laderas (por medio de la habitual estructura en terrazas) y parte del llano, como demuestran los abundantes restos materiales. Los muros que aparecen en superficie están realizados con piedra de yeso, muy abundante en la zona. Seguramente esta piedra de yeso servía para realizar los zócalos y el resto de la pared estaría hecha en adobe, de los cuales se conservan también numerosos fragmentos (especialmente en la zona sur de la meseta).
Es de especial interés el tema de las balsetas de yeso, que se encuentran en diversos puntos del yacimiento. Son elementos muy característicos de los poblados íberos de la zona, pero de los cuales no se conoce su uso con exactitud. En este yacimiento, aunque ya muy deteriorados, se localizan algunas muy espectaculares, que llegan a medir más de tres metros de longitud por casi metro y medio de anchura, y con una profundidad de unos quince centímetros.
A falta de estudios estratigráficos y cronológicos más profundos, el Cabezo de La Bovina se asocia, en cuanto a su periodo de existencia, al vecino poblado del Cabezo de Alcalá, en Azaila, del que dista 5 km en línea recta y tiene contacto visual. Así pues, su final puede datarse probablemente en torno al año 75 a. C.,en el transcurso de las Guerras Civiles Romanas (también denominadas Guerras Sertorianas) que asolaron buena parte de las poblaciones del Valle Medio del Ebro.
El despoblado ibérico de La Bovina fue declarado Monumento Histórico Artístico de carácter nacional, según Decreto de 3 de junio de 1931 y publicado en la Gaceta de Madrid n.º 115 de 4 de junio de 1931. El 8 de marzo de 2002 el Departamento de Cultura y Turismo del Gobierno de Aragón modificó esta denominación y pasó a considerarse como Conjunto de Interés Cultural, zona arqueológica. Además está catalogado como bien de interés cultural, que es la máxima categoría de protección para un elemento del patrimonio cultural.

### Ermita de Nuestra Señora del Campo
La ermita de Nuestra Señora del Campo fue construida en el año 1988 (Año Mariano), con aportación importante de los vecinos de la localidad y siendo párroco de Vinaceite Don Julián Díez. Se trata pues de un edificio de reciente construcción, situado en un pequeño cerro a unos 5 km del núcleo urbano y prácticamente en el límite con el término municipal de Belchite.
Se trata de un edificio de ladrillo y cemento de una sola nave, sobre pódium elevado, y con pórtico exterior; con una espadaña para la campana y con tejado de vertiente a dos aguas. Dos escalones dan acceso al pórtico y se accede al interior por medio de un arco de medio punto. El ábside, que contiene la imagen de la patrona, es de forma rectangular. A los flancos de la imagen principal se pueden ver las representaciones de San Isidro Labrador y Santa Águeda. Tradicionalmente se celebra romería a esta ermita el primer domingo del mes mayo.

### Iglesia de San Juan Bautista
Fueron los duques de Híjar quienes se encargaron de edificar la actual iglesia de San Juan Bautista. Concretamente fue mandada construir por el X duque de Híjar,  Pedro Pablo Alcántara Fadrique Fernández de Híjar y Abarca de Bolea (1741-1792), grande de España de primera clase cuatro veces, caballero del Toisón de Oro con la Gran Cruz de la Real Orden Española de Carlos III entre otros títulos; IX duque de Híjar, IX duque de Lécera, IX duque de Aliaga y de Castellot, IV duque de Almazán, V duque de Bournonville, XV conde de Belchite, X conde de Palma del Río, XIV conde de Salinas, IX conde de Vallfogona, VIII conde de Guimerá, XV conde de Ribadeo, IX conde de Aranda, IX conde de Castellflorit, VI marqués de Orani, X marqués de Almenara, XIII marqués de Montesclaros, VI marqués de Rupit, VI marqués de Torres de Aragón, VI marqués de Vilanant, XVII vizconde de Ebol, vizconde de Illa, vizconde de Canet, vizconde de Alquerforadat, vizconde de Ansovell y otras villas.
Tras una serie de trabajos anteriores, el suque de Híjar encarga el proyecto de edificación de la nueva iglesia al arquitecto zaragozano Agustín Sanz (uno de los mejores arquitectos aragoneses del siglo XVIII). Este encargo se ve reflejado por una serie de capitulaciones que todavía hoy pueden consultarse en el Archivo Ducal de Híjar (sito en el Archivo Histórico Provincial de Zaragoza) y que están fechadas el 18 de mayo de 1777. La iglesia debía construirse en un plazo de tres años y el coste de las obras ascendía a 137.808 Reales de Vellón. Efectivamente, en 1781 el nuevo edificio ya estaba concluido. La nueva parroquia fue consagrada bajo la advocación de San Juan Bautista.
Después de edificar el nuevo templo llegó la hora de realizar los altares, que fueron encargados en 1780 al maestro Joaquín Arali y decorados por el “maestro dorador” José Cidraque en 1781. Los cuadros de altar, dedicados a San Juan Bautista, San Rafael y San Pedro Alcántara, fueron realizados por los hermanos Bayeu. Existió también en la estructura original un púlpito que ha sido destruido y una serie de altares de devoción popular que están cegados en la actualidad. Además, el altar original de Arali, dañado durante la Guerra Civil, no puede contemplarse porque se encuentra detrás del actual, construido a mediados de los años 50 en el taller de los zaragozanos Hermanos Albareda.
En la edificación de esta iglesia de Vinaceite Agustín Sanz muestra su predilección por las plantas centralizadas, muy influido por los arquitectos del Barroco Clasicista Italiano y por “su maestro”, Ventura Rodríguez, ya que este proyecto se asemeja a algunos de los realizados por él, como San Marcos o San Francisco el Grande, ambas en Madrid. No es la única ocasión en que fundamenta su proyecto en una planta centralizada; es más, lo repite de forma obsesiva en la gran mayoría de sus construcciones religiosas, como la iglesia de Urrea de Gaén o la de Clamosa, en Huesca, pero también perteneciente a los dominios del Duque de Híjar.
La composición está centrada por un espacio circular al que se accede por medio de una estrecha nave de dos tramos situada en el mismo eje que el presbiterio, con ábside poligonal y sacristía a ambos lados. En el lado del evangelio podemos ver una capilla en el primer tramo de la nave (que en origen tuvo la función de baptisterio) y las escaleras de acceso al coro en el segundo, el cual está situado sobre el primer tramo. En el lado de la epístola se construye una torre hexagonal al exterior. La nave de entrada se cubre con bóveda de medio cañón con lunetos y el presbiterio por bóveda de cuarto de esfera con nervaduras. El gran espacio central se cubre por una cúpula de gajos que apoya sobre un tambor circular, con aspecto octogonal al exterior y con vanos termales en los lados laterales. En la cúpula se disponen cuatro enormes óculos con vidrieras que sirven para iluminar el interior de forma abundante. La decoración interna es también de un gusto muy sobrio y clasicista, prácticamente sin ningún acceso al “barroquismo”.
Al exterior destaca también la sencillez de la portada, muy clásica, de un solo cuerpo, con columnas de Orden Corintio Gigante, rematada por un tímpano triangular y con aletas barrocas en ambos lados, que han perdido su disposición original tras una desafortunada restauración.

## Personas notables
El señor José Ezquerra Bergés nació en la pequeña población turolense de Vinaceite, el 25 de junio de 1880. Poco después de haber cumplido los trece años de edad perdió la vista, y con tal motivo fue trasladado por sus padres a Barcelona con el objeto de que lo tratasen los mejores oftalmólogos, quienes en octubre de 1898 diagnosticaron que su ceguera ya no tenía curación. Ingresó en la Escuela Municipal de Ciegos, donde cursó los estudios para invidentes. Años más tarde se significó por las tareas que ya no debería abandonar hasta unos meses antes de su fallecimiento: la creación de la Real Asociación Española a favor de los ciegos y otras entidades similares, hasta que logró la incorporación de todos los invidentes en la Organización Nacional de Ciegos.
Superando dificultades de todo género, particularmente de carácter económico, estableció la Federación Nacional de Ciegos Españoles, que, bajo su presidencia, quedó constituida el 23 de febrero de 1931. Sobre las bases de esta Federación, una vez concluida la guerra Civil, se fundó la Organización Nacional de Ciegos, de la que en 1939 fue nombrado delegado provincial en Barcelona. En funciones de este cargo creó la imprenta Braille para invidentes con la edición de libros con escritura en relieve.
El 30 de junio de 1949 fue nombrado jefe de la Organización Nacional de Ciegos, cargo que desempeñó hasta mayo de 1959, año que, por el estado de edad avanzada, dimitió de sus funciones nacionales y pasó a ocupar el puesto de vocal del Consejo Superior de Ciegos, que, ininterrumpidamente, sirvió hasta su muerte. Igualmente era miembro honorario del Consejo Mundial de Protección Social al Ciego y poseía la Cruz de Beneficencia de primera clase.
Fue fundador de muchas revistas para invidentes que se publicaron en lengua española en sistemas negro y Braille, entre otras, “El Amigo del Ciego” y “Relieves”. Asimismo fue el creador y primer director de la imprenta del Cupón Pro Ciegos que emitía la ONCE y que tan copiosos beneficios ha proporcionado a la Organización y a los invidentes españoles. Su presencia representó a España en numerosas asambleas internacionales y fue delegado del Consejo Mundial del sistema Braille para todos los países de habla española.
Además fue esperantista desde el año 1907 y fue un activo participante en el movimiento esperantista. Fundó la Sección Esperantista de Ciegos en la Hispania Esperanto-Federacio o Federación Española de Esperanto, de la que fue el primer presidente. Publicó varias gramáticas de esperanto en Braille. Su influencia personal como hombre público contribuyó enormemente a eliminar dificultades en la época posterior a la Guerra Civil.
Aunque estuvo mucho tiempo viviendo en Madrid, siempre tuvo su casa en Barcelona. Se casó con una compañera de la Organización, también ciega, que se llamaba Mercedes. Tuvieron tres hijos; José, que murió muy joven de leucemia, Carmelo, que era inspector de policía, cargo que abandonó cuando se marchó de secretario particular con su padre y Mercedes, la hija pequeña.
El 17 de agosto de 1965, a los ochenta y cinco años de edad fallecía en Barcelona, habiendo sido una notable personalidad de fama internacional y adelantado de los invidentes españoles. El acto del sepelio se celebró en la parroquia de la Preciosísima Sangre. 
El 15 de mayo de 1987 (Fiesta local de San Isidro Labrador), el pueblo de Vinaceite, le dedicó una calle: la Avenida José Ezquerra Bergés, donde está situado el Ayuntamiento de la localidad. Acudió a la inauguración una representación del Consejo General de la ONCE, encabezada por su vicepresidente, Francisco Ruiz Galarreta.

## Fiestas

### Fiesta patronales en honor a la Natividad de la Virgen
Son las fiestas principales de la localidad de Vinaceite. Se celebran siempre en torno al día 8 de septiembre (Festividad de la Natividad de la Virgen), y se han mantenido invariablemente en las mismas fechas durante muchas décadas.
Los años en los que hay Majas de Fiestas se suele realizar la Presentación de las Majas el fin de semana anterior al día 8 de septiembre, con una verbena en la plaza mayor en la que las majas salientes coronan a las nuevas majas.
El primer día de fiestas comienza con el tradicional Concurso de Habilidad Tractorística por la mañana. Mediada la tarde se realiza el pregón de fiestas, se lanza el “chupinazo” y comienza el habitual y colorido desfile de carrozas. Después se suele ir con la charanga a recorrer las distintas peñas de la localidad.
Como hemos dicho anteriormente, el día más importante de las fiestas es el día 8 de septiembre. Antes de la Misa Mayor, que se celebra a mediodía, se recogen en el Ayuntamiento los bollos que posteriormente serán bendecidos en la iglesia (conocidos popularmente como “Panes Benditos”); los vecinos suelen ataviarse con el traje regional en este día. Se sale en procesión por las calles del pueblo con la imagen de la Patrona y después se celebra una misa aragonesa, interpretada por el coro y rondalla locales. Tras la misa se ofrece un vino español a todos los presentes. Ya por la tarde se reparten los “panes benditos” por las casas del lugar.
Otro elemento a destacar en la mayoría de las noches es el denominado “Toro de Fuego”: estructura en forma de toro con material pirotécnico que lleva una persona sobre sus hombros; es un elemento muy típico en las festividades de estos pueblos de la geografía bajoaragonesa.
El último día de fiestas suele cerrarse con un festival de folklore aragonés (jotas) y la traca de fin de fiestas.
Durante los días en que se celebran las fiestas hay numerosos actos para todos los públicos: verbenas, concurso de guiñote, juegos de mesa, gymkhanas, juegos infantiles, concursos gastronómicos, torneos de fútbol-sala y un largo etcétera.

### Otras fiestas
- El 15 de mayo: San Isidro Labrador
- El 17 de enero: San Antón (Fiesta que preparan los vecinos de la Calle Baja y la hoguera se emplaza en la replaceta)
- El 19 de marzo: día de San José. Fiesta que preparan los vecinos de la Calle Mayor. La hoguera se emplaza en la Moncloa.
- El 5 de febrero: Santa Águeda. Se celebra con chocolate ofrecido por las Amas de Casa
- El 14 de febrero San Valentín. Cena a cargo de las Amas de Casa, con cáterin y trío orquestal para amenizar la velada. * El primer domingo de mayo: Ntra. Sra. del Campo. Se va en romería a la ermita (en esta fiesta se preparan judías).

## Deportes en Vinaceite
Desde hace mucho tiempo ha existido en Vinaceite la inquietud de jugar al fútbol, aunque desgraciadamente no siempre se ha contado con las instalaciones apropiadas. Habitualmente se ha optado por jugar al fútbol-sala, ya que el escaso número de jugadores disponibles así lo aconsejaba. De un modo u otro siempre ha contado con un gran número de adeptos, tanto en lo referente a practicantes como a espectadores.
Los “pioneros” comenzaron jugando en los campos de tierra de las conocidas como “Eras Bajas”, con unas porterías de madera, hechas con postes o maderos.
Después (o incluso a la vez) se jugaba en el patio de las escuelas, con dos piedras como improvisadas porterías cuando no se disponía de las mismas.
Fue a finales de los años 90 cuando se construyó en Vinaceite la actual pista polideportiva. Los “zagales” de la escuela ya tenían una pista donde poder jugar al fútbol-sala y donde poder competir con los chicos de los pueblos vecinos. Estos mismos chicos que comenzaron a disfrutar esta pista fueron los fundadores (junto con algunos otros) del Vinaceite Fútbol Sala, en el año 1998. Este equipo se creó con la intención de participar en la liga que organizaba el servicio de deportes de la Mancomunidad de Belchite, después organizada conjuntamente por las comarcas de Belchite y Bajo Martín.
En los primeros dos años de su andadura se hicieron cargo del equipo, de forma sucesiva o a veces conjunta, Juan Carlos Pequerul y Ricardo Ortiz de Guzmán (con la colaboración de Alberto Gracia). Tras esta etapa, Alfredo Ferruz tomó las riendas (asistido también, en ocasiones, por Alberto Gracia), siendo el técnico que durante más tiempo ha guiado al equipo; concretamente hasta la temporada 2005-2006, en la que la responsabilidad de dirigir al equipo recayó en David Gracia. Posteriormente, en estos últimos años Alfredo Ferruz ha vuelto a ser el encargado de dirigir al equipo. Desgraciadamente, en la temporada 2011-2012 no ha podido formarse un grupo suficiente de jugadores y Vinaceite no participa en la liga. Esperamos que al próximo año pueda volverse con más fuerza si cabe.
El equipo ha contado siempre con el apoyo del Ayuntamiento de Vinaceite, que anualmente se ha encargado de financiar esta actividad deportiva. Además se ha tenido la fortuna de contar con diversos patrocinadores que le han ayudado, fundamentalmente, en el aspecto del equipamiento deportivo: Disco-Bar Entabán, Carpintería Gracia, Toscoaragonesa S. A. y Ruvi-Codasa. La gente de Vinaceite ha disfrutado durante mucho tiempo de su equipo, apoyándole de forma incondicional. De entre todos estos años cabe destacar algunos éxitos reseñables, como el tercer puesto en el campeonato de Liga de la temporada 2000-2001 (a tan sólo tres puntos del campeón: Urrea de Gaén) o el subcampeonato de Copa en el año 2002 (la final se perdió con Alborge 6-3).

### Otros deportes tradicionales

#### Habilidad tractorística
En cuanto a la práctica de la habilidad tractorística hay que decir que es este un deporte que se viene practicando en la localidad casi desde que empezaron a llegar los primeros tractores. Es por esto que hemos tenido a grandes campeones en la localidad; alguno de ellos como Ricardo PequerulEzquerra y Valero CalvoBielsa han sido campeones de España. Además Valero Calvo también fue campeón de España de Arada en el año 2003, y subcampeón en cuatro ocasiones más; lo que le valió su participación en varios campeonatos mundiales (Francia, Dinamarca y otros países europeos).
Para el que no lo sepa, es esta una disciplina que consiste en conducir marcha atrás el tractor con el remolque a lo largo de un recorrido señalado con varios postes. Estos postes obligan a realizar maniobras de giro y zig-zag que el conductor tiene que realizar sin tocar los postes ni las líneas pintadas en el suelo para no penalizar. El ganador es el que menos tiempo emplea en completar el recorrido.

#### Tiro de barra aragonesa
En Vinaceite ha habido dos actividades deportivas, tradicionales y de fuerte raigambre, que se han practicado con asiduidad. En ellas hemos tenido destacados deportistas. Una es de marcado carácter aragonés, el Tiro de Barra; en la otra hemos tenido a varios campeones de España, la Habilidad Tractorística.
Por lo que respecta al Tiro de Barra Aragonesa Vinaceite ha llegado en algunos momentos a ser el único pueblo con tiradores federados en toda la provincia. De ahí que alguno de ellos haya alcanzado importantes hitos. A continuación vamos a detallar el historial de los más importantes tiradores de la localidad, pero no queremos olvidarnos de nombrar a Valero Calvo, uno de los pioneros, que perdió muchas tardes de su tiempo para enseñar a tirar la barra a muchos chicos de la escuela.
José Tomás Royo Bielsa fue uno de los pioneros en el Tiro de Barra Aragonesa en su localidad, cuando apenas se conocía este deporte tradicional en muchos pueblos. Tirador de primera categoría, alcanzó su mejor marca personal el día 17 de junio de 1990 en la tirada de la 1.ª Fase del Campeonato de Aragón, en Santa Eulalia (Teruel), con un tiro de 15,17 metros.
Roberto Calvo Calvo fue también tirador de primera categoría en Tiro de Barra Aragonesa, habiendo sido anteriormente campeón de segunda categoría. El 14 de octubre de 1995 consiguió su mejor marca personal de 15,25 metros en la tirada de la 3.ª Fase del Campeonato de Aragón celebrada en Zaragoza.
Rubén Izquierdo Calvo comenzó a competir desde niño participando en varias ediciones de los Juegos Escolares de Tiro de Barra Aragonesa como miembro del Club “Aguas Vivas” de esta localidad turolense. En 1991 fue primero en categoría infantil con 14,35 m. En 1992, ya en categoría cadete, queda primero en la eliminatoria de la provincia de Teruel y sexto en la final de los IX Juegos Escolares en Zaragoza. En 1993, también cadete, termina quinto en los Juegos Escolares. En categoría juvenil fue tercero en el Campeonato de Aragón en 1994 con 14,24 m y también en 1995 con 14,58 m. En 1996 pasa a segunda categoría sénior quedando tercero en el Campeonato de Aragón con 13,20 m, proclamándose Subcampeón de Aragón al año siguiente, 1997, con 13,74 m. Las lesiones lo mantuvieron alejado de la competición oficial durante algunos años, aunque no abandonó por completo este deporte. Así, en el año 2005 vuelve de nuevo a la competición, siendo Campeón de Aragón de segunda categoría sénior con una marca de 15,06 m, que supone además su ascenso a la primera categoría. En el año 2006, el día 26 de agosto, en la I Tirada de Barra Aragonesa de las Fiestas Patronales de la vecina localidad de Almochuel, consigue su mejor marca personal, con un tiro de 15,75 metros.